# Jogtörténeti és Népi Jogi Tanulmányok
Jogtörténeti és Népi Jogi Tanulmányok – sorozat Bónis György szerkesztésében Kolozsvárt, a következő két tanulmány jelent meg benne:
1. Tárkány Szűcs Ernő: Mártély népi jogélete (1944);
2. Bónis György–Valentiny Antal: Jacobinus János erdélyi kancellár formuláskönyve. 1602. Klny. a Kelemen Lajos születésnapjára Szabó T. Attila szerkesztésében készült, csak önálló füzetek alakjában megjelent tanulmánygyűjteményből (Kolozsvár, 1947).